# Friedrich Pecher
Friedrich „Fritz“ Pecher (* 2. April 1927 in Sporitz; † 19. Juni 2006 in Remscheid) war ein deutscher Fußballspieler.

## Karriere
Pecher war als Mittelfeldspieler für die BSG Waggonbau Dessau bzw. ab 2. Februar 1950 für die BSG Motor Dessau in der Saison 1949/50 in der DDR-Oberliga aktiv. In seinen 15 Punktspielen erzielte er drei Tore. Sein Debüt gab er am 30. Oktober 1949 (8. Spieltag) beim 3:1-Sieg im Auswärtsspiel gegen die BSG Vorwärts Schwerin; sein erstes Tor erzielte er am 6. November 1949 (6. Spieltag) beim 3:1-Sieg im Heimspiel gegen die BSG Franz Mehring Marga mit dem Treffer zum 1:0 in der 19. Minute.
Nach Westdeutschland gelangt, fand er sportlich Anschluss beim 1. FC Köln, für den er in der Saison 1951/52 in der Oberliga West sechs Spiele bestritt und zwei Tore erzielte. Danach verließ er Stadt und Verein und fand in Remscheid eine neue Heimat, wo er für den dort ansässigen VfB Marathon 06 von 1952 bis 1954 Punktspiele in der II. Division West bestritt.